# Roger Tessier
Roger Tessier (* 14. Januar 1939 in Nantes (Frankreich)) ist ein französischer Komponist. Neben Gérard Grisey, Tristan Murail und Michaël Levinas gehört er zu den Gründungsmitgliedern des 1973 ins Leben gerufenen Pariser Ensemble l’Itinéraire.

## Biografische Daten
- 1962–1965 Kompositionsstudium am Konservatorium von Paris

## Ausgewählte Werke
- 1962 Automne Chor für 4 gemischte Stimmen
- 1971 Mouvements II für Klavier
- 1975 Danses pour Annaig für Oboe, Harfe und Streichorchester
- 1979 Claire-Obscur für Sopran, Flöte, Horn, Violoncello und Elektroakustik
- 1987 Coalescene für Klarinette und 2 Orchester
- 1988 Scène III für Violoncello und Tonband
- 1992 Scène IV für 2 Hörner nach Texten von Émil Cioran
- 1992 L'ombre de Narcisse für 11 Instrumente
- 1994 Electric Dream Fantasy für Trio Ondes Martenot
- 1998 Envol. A la mémoire de Nicolas de Stael für Oktett